# Administració local d'Espanya
L'administració local d'Espanya és el sector de l'administració pública d'Espanya integrada per ens locals menors de caràcter territorial (províncies, municipis i altres).

## Regulació constitucional
La Constitució Espanyola de 1978 en el seu títol VIII, arreplega les normes bàsiques referides a les administracions públiques en general i altres normes referides en l'Administració local en particular.
En aquest sentit, cal destacar l'article 140 que dona autonomia municipal que garanteix als municipis la personalitat jurídica plena i l'elecció dels seus representants via sufragi universal, lliure, directe i secret, i l'article 141 que defineix la província com una entitat local amb personalitat jurídica pròpia, determinada per l'agrupació de municipis i la divisió territorial per al compliment de les activitats de l'estat sota la direcció del govern provincial, encara que permet realitzar altres agrupacions de municipis com els cabildos a Canàries o els consells insulars a les illes Balears. De la mateixa manera l'article 142 assegura la suficiència de recursos econòmics per part de l'estat.
La Constitució no estableix en quines matèries es concreta l'autonomia dels ens locals.

## Entitats que comprèn
Segons la Llei 7/1985 de 2 d'abril, l'administració local està configurada per:
- Entitats locals territorials
  - Municipi
  - Província
  - L'illa, en els arxipèlags balear i canari.

- Altres entitats locals
  - Entitat local menor
  - Comarca
  - Àrea Metropolitana
  - Mancomunitat de municipis

- Altres figures són:
  - Consorci de municipis
  - Organisme autònom local

La diferència principal entre l'administració local i l'administració autonòmica és que les primeres disposen de potestat normativa de caràcter reglamentari, mentre que les autonòmiques disposen de potestat legislativa i poden, per tant, realitzar lleis.
Amb la llei 7/1985 desapareixen les anomenades mancomunitats de províncies.
L'administració pública local pot tindre administració perifèrica, com és el cas del districte.

## Capacitat jurídica
L'article 5 de la Llei 7/1985 en la seva nova redacció donada per la llei 11/1999 estableix que d'acord amb la constitució i les lleis, les entitats locals tindran plena capacitat jurídica per adquirir, posseir, reivindicar, permutar, gravar o alienar tota classe de béns, subscriure contractes, establir i explotar obres o serveis públics, obligar-se, interposar recursos i exercitar les accions previstes per la llei.

## Administració local del País Valencià
L'Administració local del País Valencià està específicament regulada per la Llei 8/2010, de 23 de juny, de la Generalitat, de Règim Local de la Comunitat Valenciana.
L'administració territorial del País Valencià s'organitza en tres nivells d'entitats locals: els municipis, les comarques i les províncies. A més, són també considerades entitats locals: les entitats locals menors, les àrees metropolitanes i les mancomunitats. Totes les entitats locals del País Valencià són inscrites al Registre d'Entitats Locals del País Valencià.